# Улица Авиахима
Улица Авиахима (тат. Авиахим урамы) — небольшая улица в Советском районе Казани, в историческом районе Клыковка. Названа в честь одноимённого общества, существовавшего в 1920-е годы.

## География
Представляет собой внутриквартальный проезд в западной части квартала, ограниченного улицами Красной Позиции, Аделя Кутуя, Гвардейской и Кирпичной.

## История
Возникла не позднее 1920-х годов на Клыковской стройке как безымянная улица. Названа протоколом комиссии Казгорсовета по наименованию улиц б/н от 2 ноября 1927 года, утверждённому 15 декабря того же года.
По состоянию на вторую половину 1930-х годов, на улице имелось 41 домовладение: №№ 1/13–41, 45–51/1 по нечётной стороне и №№ 2/4–32 по чётной; два из них принадлежали домоуправлениям, все остальные — частные. На тот момент улица начиналась от Спортивной улицы и пересекала улицы Вознесенский тракт, Грамотная, Работницы, Степана Разина, заканчиваясь пересечением с улицами Железнодорожная и Вновь проектируемая.
В середине 1950-х годов в конце улицы были выстроены малоэтажные сталинки, а в 1960-х — начале 1970-х вся остальная её часть была снесена, попав в зону застройки микрорайонов №№ 1 и 2 Советского района, в результате чего улица и приняла современный вид.
После вхождения Клыковской стройки входила в состав 3-й городской части. После введения в городе деления на административные районы входила в состав Бауманского (до 1935) Советского (до 1957 года Молотовского, до 1935–1973), Вахитовского (1973–1994) и вновь Советского (с 1994) районов.

## Объекты
- № 1/2а ― детский сад № 293 (бывший треста «Татнефтепроводстрой»).[18]
- № 5 ― 2-й корпус детского сада № 293 (бывший № 61 «Солнышко» треста «Татнефтепроводстрой»).[18]
- № 34, 53/1, 53/2, 53/3 — жилые дома треста «Татнефтепроводстрой».[19][20]

## Транспорт
Общественный транспорт по улице не ходит. Ближайшая остановка общественного транспорта — «Кафе „Сирень“» (автобус, троллейбус, трамвай) на Гвардейской улице. 